# Джа Рул
Дже́ффрі Брюс А́ткінс (англ. Jeffrey Bruce Atkins; нар. 29 лютого 1976, Квінз, Нью-Йорк, штат Нью-Йорк, США), більш відомий як Джа Рул (англ. Ja Rule) — американський репер і актор. З 1999 по 2005 рік Джа Рул випускав безліч хітів, які потрапляли в топ-20 чарту Billboard Hot 100, включаючи «Between Me and You» (за участю Крістіни Міліан), «Put It on Me» (з Vita), «I'm Real (Murder Remix)» і «Ain't It Funny» (обидві з Дженніфер Лопес), які очолили чарт Hot 100, хіт номер 1 «Always on Time» (за участю Ашанті), «Mesmerize» (за участю Ашанті) і «Wonderful» (за участю Р. Келлі та Ашанті). Станом на 2018 рік Ja Rule було продано 14,4 мільйона одиниць у США та понад 30 мільйонів записів в усьому світі. Окрім музики, Джа Рул привернув значну увагу через свою участь у шахрайському фестивалі Fyre Festival, який він заснував разом із шахраєм Біллі Макфарландом. У листопаді 2019 року з нього було знято будь-які обвинувачення, пов’язані з його роллю на фестивалі.

## Дитинство та юність
Джеффрі Аткінс народився в районі Холліс (Квінз, Нью-Йорк), в сім'ї свідків Єгови. Батько пішов із сім'ї, коли Джеффрі був ще дитиною. Його мати, Дебра Аткінс, була медичним працівником, і через те, що вона витрачала багато часу на роботу, Джеффрі переважно виховували його бабуся та дідусь. У віці 5 років його сестра померла від ускладнень дихання, він залишився єдиною дитиною в сім'ї. Він переходив з однієї школи до іншої через бійки. У 12 років почав торгувати наркотиками на вулицях Квінса.

## Кар'єра

### Cash Money Click (1994-95)
Аткінс розпочав свою реп-кар'єру в 1994 році у складі хіп-хоп гурту Cash Money Click разом із Крісом Блеком та O-1. Його сценічне ім'я «Ja Rule» прийшло від друга, який звертався до нього так; інші друзі називали його просто «Ja». Разом вони працювали з продюсером DJ Irv над створенням низки пісень, випустивши свій дебютний сингл «Get Tha Fortune» в 1994 році на лейблі TVT Records. Випуск однойменного дебютного альбому було припинено в 1995 році після того, як Кріс Блек був засуджений до п'яти років ув'язнення, а група була виключена з TVT. Без лейбла гурт незабаром розпався.

### Сольна кар'єра
Після розпаду гурту, Ja Rule підтримував тісні стосунки з DJ Irv, який на той час працював виконавчим продюсером Def Jam Recordings. DJ Irv, тепер знаний як Irv Gotti, був найнятий як менеджер з роботи з лейблом і допоміг Ja Rule укласти контракт із Def Jam. В 1995 Джа з'явився на «Time to Build» Mic Geronimo разом з Jay-Z і DMX, які також були на ранній стадії своєї кар'єри. Пізніше він з'явився в пісні «Usual Suspects» з другого альбому Mic Geronimo «Vendetta» в 1997 разом з The Lox, DMX і Tragedy Khadafi. Пізніше, 1997 року, Ірв Готті отримав власний лейбл від Def Jam, знаний як Murder Inc. Records. Ja Rule був обраний як провідний артист лейблу, і він продовжував з'являтися на гостьових куплетах в піснях інших виконавців, таких як Method Man, Redman, Nas, DMX, LL Cool J і Dru Hill. Пізніше він з'явився на хіт-синглі Jay-Z 1998 року «Can I Get A…», для якого він написав хук. Спочатку планувалося, що це буде дебютний сингл Ja Rule, доки Jay-Z не почув трек і не взяв його собі.

### Venni Vetti Vecci (1999)
Його дебютний сингл «Holla Holla» був випущений у березні 1999 року і став хітом, досягнувши 35-го рядка в Billboard Hot 100. Дебютний альбом Ja Rule, Venni Vetti Vecci, був випущений 1 червня 1999 року і посів 3-е місце в Billboard 200 з 184 000 проданими копіями за перший тиждень. Зрештою, він став двічі платиновим. Альбом містив сингли «Holla Holla», «It's Murda» з Jay-Z і DMX і «Daddy's Little Baby» з Рональдом Айзлі. Пізніше був випущений ремікс на «Holla Holla» за участю Jay-Z, Vita, Cadillac Tah, Black Child, Memphis Bleek та Busta Rhymes.

### Rule 3:36 (2000)
Ja Rule повернувся влітку 2000 року зі своїм новим синглом «Between Me And You», записаний разом з Крістіною Міліан. Його другий альбом Rule 3:36 був випущений 10 жовтня 2000 року. Сингли «Put It on Me» та «Fuck You» потрапили в саундтрек до фільму «Форсаж». Альбом дебютував на 1-му рядку в чартах Billboard і врешті-решт став тричі платиновим.

### Pain Is Love (2001)
Незабаром після виходу Rule 3:36, наприкінці літа 2001 року Ja Rule випустив сингл «Livin' It Up», з третього студійного альбому Pain Is Love. Альбом був випущений 2 жовтня 2001 року і виявився дуже успішним. Другий сингл, «Always on Time», був випущений у жовтні 2001 року і став першою великою появою в гостях для наймолодшого виконавця Murder Inc. Ашантіі, а також став першою піснею Джа Рула й Ашанті, яка очолила Billboard Hot 100. Ремікс пісні Дженніфер Лопес «I'm Real (Murder Remix)» за участю Джа Рул був включений до альбому та очолював чарт Billboard Hot 100 п'ять тижнів поспіль, починаючи з 8 вересня 2001 року, а також очолив чарт Hot 100 Airplay. Ця пісня була основною програмою R&B/хіп-хоп та поп-радіо влітку та восени 2001 року, провівши п’ятнадцять тижнів у п’ятірці найкращих Hot 100. 2009 року сингл було названо 30-ю найуспішнішою піснею 2000-х на 100 гарячих пісень десятиліття Billboard. У треках альбому присутні Міссі Елліотт, Case, Ашанті, Black Child, Caddillac Tah, Джоді Мек, Tweet, Дженніфер Лопес і Тупак Шакур. Альбом досяг 1-го місця в Billboard 200 і знову став тричі платиновим. Альбом також отримав номінацію на «Греммі» у 2002 році як найкращий реп-альбом. До 2007 року було продано 3,6 мільйона копій Pain Is Love.

### The Last Temptation (2002)
The Last Temptation був випущений 19 листопада 2002 року. З синглами «Thug Lovin'» за участю Боббі Брауна та «Mesmerize» з Ашанті. Було продано 341,000 копій в перший тиждень релізу. The Last Temptation став платиновим 25 грудня 2002 року. Саме після цього альбому почалася епоха, яка негативно позначиться на Ja Rule у майбутніх проєктах та кар'єрі загалом.

### Ворожнеча з 50 Cent
Незабаром після випуску його четвертого студійного альбому давня ворожнеча Ja Rule з іншим репером з Квінса, 50 Cent, досягла свого піку: обидва артисти майже щодня ходили на радіостанції, щоб обмінюватися образами і випускали дис-треки. 3 січня 2003 року офіси Murder Inc. зазнали нальоту агентів ФБР і співробітників поліції Нью-Йорка через звинувачення проти наркоторговця Кеннета «Supreme» МакГріффа, який був пов'язаний з Ірвом Готті, і звинувачувався в відмиванні грошей і торгівлі наркотиками. Через федеральне розслідування у Джа Рула була запізніла відповідь на дис від 50 Cent. Товариші по лейблу 50 Cent Емінем, Обі Трайс, D12 та колишні друзі та соратники Ja Rule DMX та Busta Rhymes теж були залучені до ворожнечі. Ja Rule випустив дис-трек «Loose Change» у квітні 2003 року, в якому він ображає 50 Cent, а також Емінема та його доньку Хейлі, Busta Rhymes та Dr. Dre. Зрештою, 50 Cent відповів «Hail Mary», в якому використовувався біт з однойменної пісні Тупака Шакура. Ворожнеча продовжувала широко висвітлюватися протягом 2003 року, і врешті-решт у жовтні Джа Рул зустрівся з Луї Фарраханом, який хотів втрутитися і зупинити ворожнечу з 50 Cent.

### Blood In My Eye (2003)
П'ятий студійний альбом Ja Rule Blood in My Eye був випущений 4 листопада 2003 на лейблі Murder Inc., який перейменував себе в The Inc. за кілька днів після виходу альбому. Матеріал замислювався просто як мікстейп, але був випущений як альбом, щоб виконати контрактне зобов'язання Ja Rule перед Murder Inc. з випуску одного альбому щороку. Альбом був охарактеризований як «ненависний», адресований різним реперам, включаючи 50 Cent, G-Unit, Eminem, Dr. Dre, DMX, та ознаменував повернення до хардкорного стилю, який Джа Рул використовував у своїх ранніх роботах. Альбом порадував лише одним хітом «Clap Back», який досяг 44-го місця в Billboard Hot 100 і здобув премію The Source за пісню року. Альбом зайняв 6-й рядок у Billboard 200 і 1-й Top R&B/Hip-Hop Albums, продавши 139,000 копій за перший тиждень після випуску.

### R.U.L.E. (2004)
Шостий альбом Ja Rule R.U.L.E. був випущений 9 листопада 2004 року, дебютував на сьомому місці в Billboard 200 і був проданий тиражем 166,000 копій за перший тиждень випуску. Його синглами були «Wonderful» за участю R. Kelly та Ашанті, а також «New York» з Fat Joe та Jadakiss, який посів 27-е місце у чартах Billboard Hot 100. Третім синглом стала пісня «Caught Up» за участю Ллойда, яка не потрапила до Billboard Hot 100. R.U.L.E. став золотим 14 січня 2005 року, а до жовтня 2007 року альбом був проданий тиражем 658,000 копій.

### Після Murder Inc.
6 грудня 2005 року The Inc. випустив Exodus, збірку найкращих хітів Джа Рула, єдиними новими треками якого були пісня «Me», «Intro» та «Outro». Exodus був останнім альбомом за контрактом Ja Rule з The Inc. Після його випуску Ja Rule взяла перерву в записі музики. Тим часом The Inc. Records все ще перебував під розслідуванням через ймовірну торгівлю наркотиками з Кеннетом Макгріффом. Це призвело до того, що Def Jam Recordings відмовилися продовжити контракт з The Inc. З 2005 по 2006 рік Готті шукав інші лейбли, нарешті уклавши угоду з Universal Records (частиною тієї ж компанії, що й Def Jam). Кілька років потому The Inc. покинула Universal Records через проблеми з бізнесом і нездатність забезпечити фінансування проєктів. 2007 року Джа Рул заснував звукозаписний лейбл Mpire Music Group.
Перший сингл свого восьмого альбому The Mirror, «Uh-Ohhh!» з Ліл Уейном, вийшов у серпні 2007 року. Він потрапив на 69-й рядок Hot R&B/Hip-Hop Songs і на 107-й Billboard 200. Два інших сингли «Body» за участю Ешлі Джой та «Sunset» за участю The Game. Спочатку The Mirror мав вийти 12 вересня 2007 року, потім вихід відклали до 13 листопада того ж року. Але вихід не відбувся. Через витік композицій зі свого первісного варіанта The Mirror, Ja Rule заявив в інтерв'ю 2009 року на HipHopDX, що він реєструватиме абсолютно новий альбом, The Mirror: Reloaded. Оригінальна версія альбому була випущена для безкоштовного скачування 31 липня 2009 року.
У 2009 році Джа записав нову пісню із бразильською співачкою Ванессою «Fly». Пісня була випущена у квітні. Вона займає 1-е місце на Crowley/Brazil і була номінована на Hit do Ano (Пісня року).
У 2012 вийшов сьомий студійний альбом Ja Rule Pain Is Love 2 (PIL2). Альбом був випущений під час ув'язнення Джа за звинуваченням у зберіганні зброї та ухиленні від сплати податків. Альбом дебютував під номером 197 в американському чарті Billboard 200, продавши 3,200 копій за перший тиждень.
У 2014 році Джа Рул випустив мемуари Unruly: The Highs and Lows of Becoming a Man, у яких він згадав про свою минулу боротьбу з важким підлітковим віком у Нью-Йорку та все, що було потім, від прориву успіху та руйнівного суперництва до батьківства та два роки позбавлення волі.
У липні 2014 року Ja Rule анонсував свій восьмий студійний альбом, вихід якого згодом було перенесено на 2016 рік. Також у 2014 році MTV оголосило, що Джа Рул та його родина знімуться в майбутньому реаліті-шоу Follow the Rules.
У жовтні 2015 року Рул оголосив, що він і Ґотті співпрацюють з Paramount Pictures над телевізійним драматичним серіалом, заснованим на історії Murder Inc., прем’єра якого запланована на 2016 рік. У лютому 2016 року Джа Рул оголосив, що його майбутній восьмий студійний альбом буде називатись Coup De Grâce і стане його останнім альбомом. У грудні 2016 року він з’явився на The Hamilton Mixtape, виконавши куплет Гамільтона у пісні Ашанті «Helpless», посилаючись на враження Лін-Мануеля Міранди про нього в останньому рядку цього вірша. 26 червня 2018 року Ашанті підтвердила, що вони з Джа Рулом працюють над спільним альбомом.
15 жовтня 2021 року, відзначаючи двадцяту річницю виходу свого третього студійного альбому Pain is Love, Ja Rule випустив сингл «Sincerely Jeffrey» для всіх стрімінгових платформ, а згодом вийшла пісня «Blow».

## Особисте життя

### Сім'я
У травні 2001 року Ja Rule одружився з Аїшою Аткінс, з якою він навчався у школі. У них двоє синів, Джеффрі-молодший (2000), Джордан (2003) та дочка Бріттані (1995).
Оскільки 29 лютого буває тільки у високосний рік, Ja Rule святкує свій день народження 26 лютого.

### Кримінал
У 2003 році він ударив чоловіка в Торонто, який згодом подав позов, але вони все врегулювали у позасудовому порядку. Відтоді йому було заборонено в'їзд до Канади на невизначений термін. У липні 2007 року Ja Rule був заарештований за зберігання наркотиків та пістолета. Цього ж року його заарештували за керування без прав та зберігання марихуани. У липні 2011 року його ув'язнили на 28 місяців за несплату податків.
До 1 липня 2017 року Джа Рул зіткнувся з більш ніж дюжиною судових позовів, поданих покупцями квитків та інвесторами невдалого фестивалю Fyre, а його партнера в цьому підприємстві Біллі Макфарланда було звинувачено в шахрайстві.

## Благодійність
Ja Rule заснував Life Foundation, який відкриває свої двері для дітей з неблагополучних сімей в рамках різних програм, таких як мистецтво, музика, поезія, спорт.

## Акторська кар'єра
Під час перерви з репом Ja Rule знімався у фільмі «Форсаж» з Вином Дизелем. Він з'явився в 2004 фільмі «Закон сили» разом з Вінгом Реймсом та Пем Грієр. Він також знявся у фільмі «Шашлик» з Куїн Латіфою. Працював над фільмом «Do Not Fade Away» з Мішою Бартон. Знявся у фільмі «Ні живий ні мертвий» зі Стівеном Сігалом.

## Дискографія
Студійні альбоми
- Venni Vetti Vecci (1999)
- Rule 3:36 (2000)
- Pain Is Love (2001)
- The Last Temptation (2002)
- Blood in My Eye (2003)
- R.U.L.E. (2004)
- Pain Is Love 2 (2012)

Мікстейпи
- Atkins Files Vol. 1 (2008)
- The Mirror (2009)

## Нагороди та номінації
| Рік  | Нагорода/Номінація                                                                          |
| ---- | ------------------------------------------------------------------------------------------- |
| 2001 | Source Hip-Hop Music Award Won for Single of the Year — «Put It on Me»                      |
| 2001 | MTV Video Music Awards nomination for Best Rap Video — «Put It on Me»                       |
| 2002 | MTV Video Music Awards Won for Best Hip-Hop Video — I'm Real (Murder Remix)                 |
| 2002 | MTV Video Music Awards для Best Hip-Hop Video — " Always on Time "                          |
| 2002 | American Music Award nominated for Favorite Rap/Hip-Hop Artist                              |
| 2002 | Grammy Awards nominated for Best Rap Performance by a Duo or Group — «Put It on Me»         |
| 2002 | Grammy Awards nominated for Best Rap Album — Pain Is Love                                   |
| 2002 | Grammy Awards nominated for Best Rap/Sung Collaboration — «Livin' It Up»                    |
| 2002 | World Music Awards Won for World's Best-Selling Rap Artist                                  |
| 2002 | BET Awards Won for Best Male Hip-Hop Artist Artist                                          |
| 2002 | GQ Men of the Year Award Won for Musician of the Year                                       |
| 2002 | Teen Choice Awards Won for Male Artist of the Year                                          |
| 2002 | NAACP Image Awards Won for Best Rap/Hip-Hop Artist                                          |
| 2002 | Soul Train Music Award nomination for Best Rap/Soul or Rap Album of the Year — Pain Is Love |
| 2003 | Source Award Won for R&B/Rap Collboration of the Year — «Thug Lovin'»                       |
| 2003 | American Music Award nomination for Favorite Hip-Hop/R&B Male Artist                        |
| 2003 | Grammy Awards nomination for Best Rap/Sung Collaboration — «Always on Time»                 |
| 2004 | Source Award Won for Phat Tape Song of the Year — «Clap Back»                               |
| 2009 | MTV Video Music Brasil nomination for Hit do Ano (Song of the Year) — " Fly "               |

## Фільмографія
| Рік  | Фільм                  | Грає                   |
| ---- | ---------------------- | ---------------------- |
| 2000 | Відьма хіп-хопу        | Самого себе            |
| 2000 | Зроби гучніше          | David 'Gage' Williams  |
| 2000 | Задній план            | Самого себе            |
| 2001 | Crime Partners         | Вбивцю                 |
| 2001 | Форсаж                 | Едвін                  |
| 2002 | Ні живий, ні мертвий   | Nicolas 'Nick' Frazier |
| 2003 | Дуже страшне кіно 3    | Агент Томпсон          |
| 2003 | Полі Шор мертвий       | Самого себе            |
| 2004 | Шашлик                 | Bling Bling            |
| 2004 | Давайте потанцюємо     | Hip Hop Bar Performer  |
| 2005 | Закон сили             | Reggie Cooper          |
| 2005 | Напад на 13-ту ділянку | Smiley                 |
| 2009 | Don't Fade Away        | Foster                 |
| 2013 | Я закохався в монашку  | Майлз                  |